# Ázerbájdžán na Zimních olympijských hrách 2006
Ázerbájdžán na Zimních olympijských hrách 2006 v Turíně reprezentovali dva sportovci v jednom sportu.